# Aristolochiaceae
Le Aristolochiacee (Aristolochiaceae Juss., 1789) sono una piccola famiglia di piante dell'ordine Piperales.

## Descrizione
La famiglia comprende specie erbacee, rampicanti o arbustive.
Le foglie sono sempre semplici, aromatiche, munite di picciolo e spesso hanno lamina cuoriforme.
I fiori possono essere solitari o riuniti in infiorescenze, secondo le specie. In molte specie, ma non in tutte, sono fortemente irregolari.
I frutti sono di vario tipo.

## Distribuzione e habitat
Le Aristolochiacee sono rappresentate nei climi temperati e tropicali di tutti i continenti.

## Tassonomia
Il Sistema Cronquist (1981) collocava la famiglia in un ordine a sé stante (Aristolochiales), mentre la moderna classificazione APG IV (2016) lo assegna alle Piperales.
La famiglia comprende i seguenti generi:
- Aristolochia L.
- Asarum L.
- Euglypha Chodat & Hassl.
- Hydnora Thunb.
- Lactoris Phil.
- Prosopanche de Bary
- Saruma Oliv.
- Thottea Rottb.

I generi Asarus, Lactoris e Hydnora erano in precedenza inquadrati in famiglie a sé stanti (rispettivamente Asaraceae, Lactoridaceae e Hydnoraceae).
I seguenti generi sono stati dichiarati sinonimi:
- Asiphonia = Thottea
- Isotrema = Aristolochia
- Hexastylis = Asarum
- Pararistolochia = Aristolochia